# Алхан-Хутор
Алхан-Хутор (чечен. Іалхан-КIотар (Оьвла-Махка)) — село в Ножай-Юртовском районе Чеченской Республики. Входит в состав Бенойского сельского поселения.

## География
Село расположено на левом берегу реки Ямансу, в 20 км к югу от районного центра — Ножай-Юрт и в 92 км к юго-востоку от города Грозный.
Ближайшие населённые пункты: на севере — село Стерч-Керч, на северо-востоке — село Булгат-Ирзу, на юго-западе — село Корен-Беной, на западе — село Ожи-Юрт и на северо-западе — село Денги-Юрт.

## Население
| 1990 | 2002 | 2010 |
| ---- | ---- | ---- |
| 701  | ↘676 | ↗898 |

## Образование
- Алхан-Хуторская государственная основная общеобразовательная школа.